# 德罗斯特效应

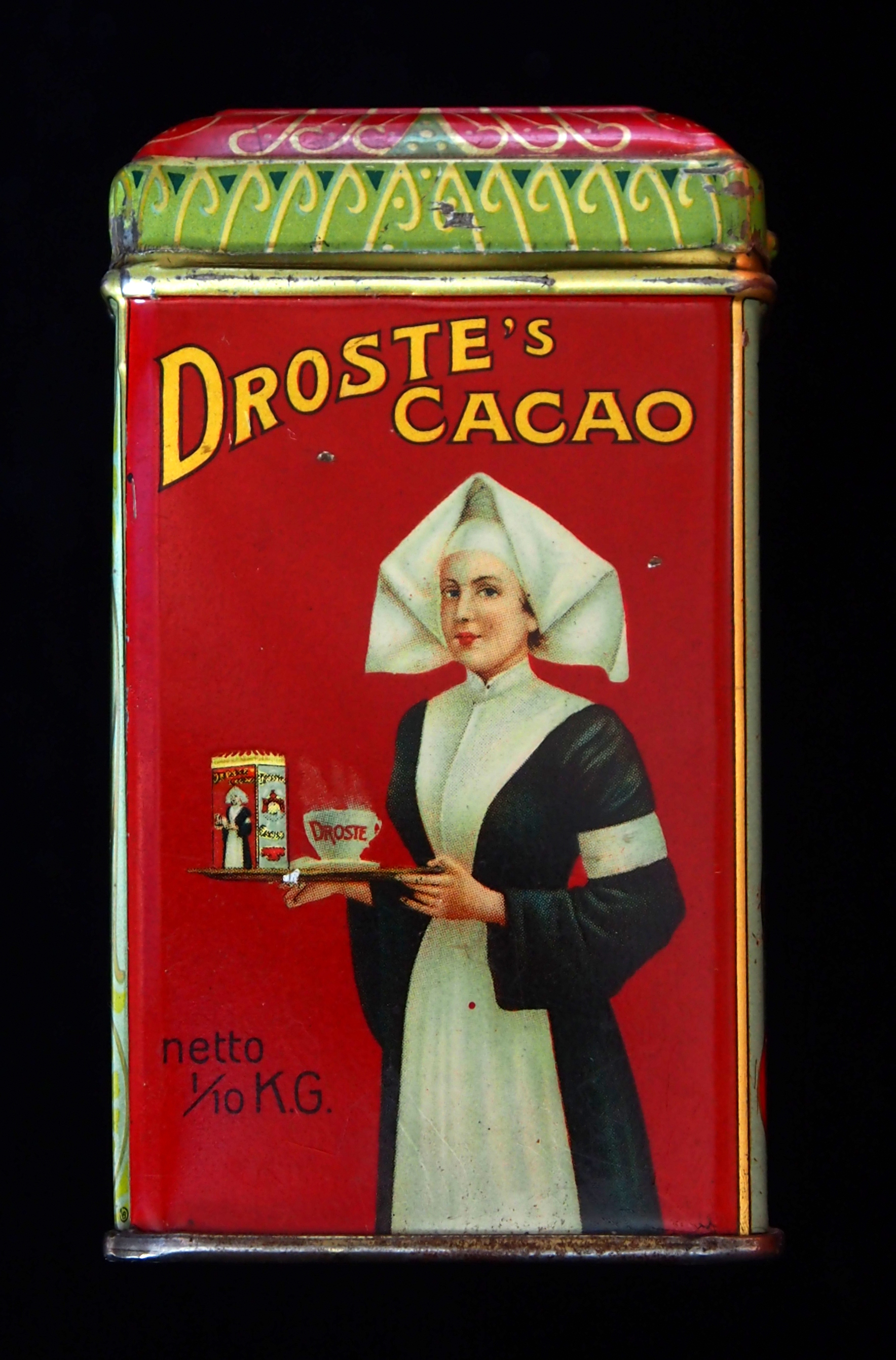
圖中的女子拿的杯子及紙盒上的圖與整張圖片相同，是德罗斯特效应的一個例子。

德罗斯特效应（Droste effect），是一种递归的模式，指一张图片部分与整张图片相同，一張有德罗斯特效应的圖片，在其中會有一小部份是和整张图片類似。而這小部份的圖片中，又會有一小部份是和整张图片類似，以此類推。理論上此效應可以一直重覆下去，但實際上此效應會受到圖片分辨率的限制，而且類似的图片大小會以等比數列的方式遞減。德罗斯特效应是一個異圈的可視化例子，也是自指系統的幾何示例，自指系統又是碎形理論的基石。

## 源起
德罗斯特效应的名稱是由於荷蘭著名廠牌德罗斯特（Droste）可可粉的包裝盒，包裝盒上的圖案是一位護士拿著一個放著杯子及紙盒的托盤，而杯子及紙盒上的圖案和整張圖片相同。這張圖片從1904年起開始使用，數十年間只進行了一些小幅的調整，後來成為一個家喻户晓的概念。詩人及專欄作家尼科·施普馬克爾在七十年代起，開始使用「德罗斯特效应」此一詞語。

## 舉例

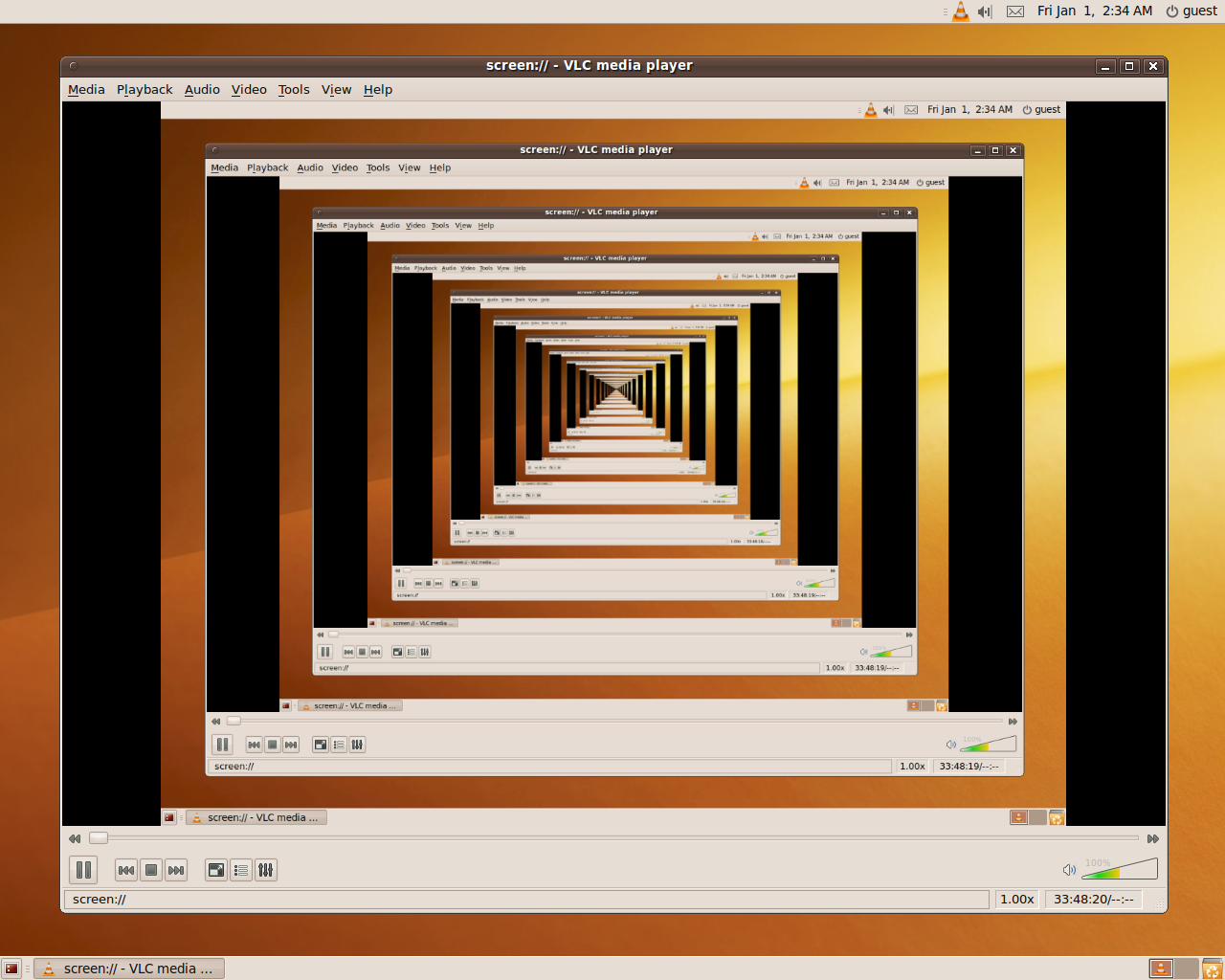
VLC media player軟體出現的德罗斯特效应

義大利畫家喬托·迪·邦多納在1320年左右所作的三連祭壇畫《Stefaneschi triptych》，其中樞機主教Giacomo Gaetani Stefaneschi手上就捧著和原圖相同的三連祭壇畫獻給西門彼得，是德罗斯特效应的例子之一。在中古世紀也有許多書上的圖案包括書籍本身，或者教會窗戶上的畫包括窗戶本身。
一個半虛構的組織Λ演算骑士团的徽章上也有應用德罗斯特效应。使用二片互相平行的鏡子也可以產生德罗斯特效应。